# Villgratental
Das Villgratental liegt in Osttirol in den Hohen Tauern, ist ein nördliches Nebental des Hochpustertals und wird vom Villgratenbach durchflossen.

## Geographie
Das Villgratental ist erst seit 1958 ganzjährig befahrbar. Es beginnt an der Einmündung des Villgratenbaches in die Drau bei Heinfels. Danach verläuft das Tal nach Norden und zeitweise entlang der Grenze zwischen den Gemeinden Heinfels und Sillian. Danach erreicht das Tal das Gemeindegebiet von Außervillgraten, wo sich die Fraktionen Aue und Unterwalden befinden. Etwa fünf Kilometer nach der Mündung in die Drau liegt der Hauptort der Gemeinde. Dort, an der Mündung des nach Norden abzweigenden Winkeltalbaches in den Villgratenbach biegt das Villgratental nach West-Nordwest ab. Nach der Fraktion Unterfelden erreicht es das Gemeindegebiet von Innervillgraten, wo sich vor dem Hauptort noch die Fraktionen Kesseberg und Ahornberg befinden. Nach dem Hauptort folgen die Fraktionen Hochberg und Lahnberg. Hier endet das Villgratental am Zusammenfluss von Stallerbach und Kalksteiner Bach, und es zweigt das Staller Tal nach Norden und das Kalksteiner Tal nach Südwesten ab.

## Kultur
Mit 2010 wurde das Sternsingen im Villgratental als Immaterielles Welterbe, wie es die UNESCO deklariert, in der Österreichliste (Nationales Kulturgut) aufgenommen. Das Tal gilt als besonders wild und abgelegen. Bekannt und touristisch relevant wurde der Konflikt um den Wilderer Pius Walder. Zudem ist das Villgratental seit 2008 Teil der Bergsteigerdörfer-Initiative des ÖAV.

## Belege
1. ↑  Sternsingen im Villgratental (Memento vom 26. Dezember 2013 im Internet Archive). nationalagentur.unesco.at
2. ↑  Ideen – Taten – Fakten, Nr. 1: Startkonferenz Bergsteigerdörfer im Bergsteigerdorf Ginzling, vom 10-11. Juli 2008, Österreichischer Alpenverein im Rahmen des Projekts „Alpenkonvention konkret: Via Alpina und Bergsteigerdörfer“, Fachabteilung Raumplanung-Naturschutz, Innsbruck 2008, S. 4. PDF-Download (Memento vom 8. November 2018 im Internet Archive), abgerufen am 7. November 2018.